# Feidong
Feidong är ett härad i staden Hefei i provinsen Anhui i östra Kina.

## Administrativ indelning
Feidong är indelat i tolv köpingar, sex socknar (varav en etnisk minoritetssocken) och två administrativa enheter på sockennivå..
Köpingar (zhen):

- Badou (八斗镇)
- Bailong (白龙镇)
- Baogong (包公镇)
- Changlinhe (长临河镇)
- Chenji (陈集镇)
- Cuozhen (撮镇镇)
- Dianbu (店埠镇)
- Gucheng (古城镇)
- Liangyuan (梁园镇)
- Qiaotouji (桥头集镇)
- Shitang (石塘镇)
- Yuantuan (元疃镇)

Socknar (xiang):

- Mahu (马湖乡)
- Xiangdao (响导乡)
- Yangdian (杨店乡)
- Zhangji (张集乡)
- Zhongxing (众兴乡)

Etnisk minoritetssocken (zu xiang):
- Paifang (牌坊回族满族乡)  (för huifolket och manchuer)

Områden på sockennivå:
- Feidong Xincheng Kaifaqu utvecklingszon (肥东新城开发区)
- Hefei Xunhuan Jingji Shifan Yuan park för demonstration av cirkulär ekonomi (合肥循环经济示范园)